# Родыгин, Пётр Андреевич
Пётр Андре́евич Роды́гин (1922—1945) — лейтенант Рабоче-крестьянской Красной Армии, участник Великой Отечественной войны, Герой Советского Союза (1945).

## Биография
Пётр Родыгин родился 16 мая 1922 года в деревне Бызы. После окончания семи классов школы и школы фабрично-заводского ученичества работал электромонтёром в Кирове. В июле 1941 года Родыгин был призван на службу в Рабоче-крестьянскую Красную Армию. В 1942 году он окончил Уфимское пехотное училище. С января 1943 года — на фронтах Великой Отечественной войны. В боях неоднократно был ранен и контужен.
К январю 1945 года гвардии лейтенант Пётр Родыгин командовал пулемётным взводом мотострелкового батальона 29-й гвардейской мотострелковой бригады 10-го гвардейского танкового корпуса 4-й гвардейской танковой армии 1-го Украинского фронта. Отличился во время освобождения Польши. В ночь с 25 на 26 января 1945 года взвод Родыгина переправился через Одер в 6 километрах к югу от города Штейнау (ныне — Сцинава) и принял активное участие в боях за захват и удержание плацдарма на его западном берегу. Во время отражения немецкой контратаки взвод Родыгина уничтожил около 60 солдат и офицеров противника, а также несколько автомашин с боеприпасами.
Указом Президиума Верховного Совета СССР от 10 апреля 1945 года за «образцовое выполнение боевых заданий командования на фронте борьбы с немецкими захватчиками и проявленные при этом мужество и героизм» гвардии лейтенант Пётр Родыгин был удостоен высокого звания Героя Советского Союза. Орден Ленина и медаль «Золотая Звезда» он получить не успел, так как 29 апреля 1945 года погиб в боях на подступах к Берлину. Похоронен на берегу озера Гросер-Ванзе, восточнее Потсдама.

## Награды
- орден Красной Звезды (25.9.1944)[2][3]
- Герой Советского Союза (орден Ленина и медаль «Золотая Звезда»; 10.4.1945)[3]

## Память
В честь Родыгина названы проезд в Кирово-Чепецке и улица на Родине в селе Полом Кирово-Чепецкого района, 

## Комментарии
1. ↑  Деревня Бызы, относившаяся к Поломской, в 1920-е годы — к Просницкой волости Вятского уезда, в последующем входила в состав Волменского, затем Поломского сельсовета Просницкого района; не сохранилась, ныне — урочище в Кирово-Чепецком районе Кировской области[1].